# Trident Wolf Eclipse
Trident Wolf Eclipse šesti je studijski album švedskog black metal-sastava Watain. Album je 5. siječnja 2018. godine objavila diskografska kuća Century Media Records.

## Popis pjesama
| 1.    | »Nuclear Alchemy«       | 3:10 |
| 2.    | »Sacred Damnation«      | 4:41 |
| 3.    | »Teufelsreich«          | 4:26 |
| 4.    | »Furor Diabolicus«      | 4:43 |
| 5.    | »A Throne Below«        | 4:09 |
| 6.    | »Ultra (Pandemoniac)«   | 4:01 |
| 7.    | »Towards the Sanctuary« | 4:54 |
| 8.    | »The Fire of Power«     | 4:42 |
| 9.    | »Antikrists mirakel«    | 7:09 |
| 41:55 |                         |      |

## Zasluge
Watain
- E. – vokali, bas-gitara
- P. – gitara
- H. – bubnjevi